# Martín Soria
Martín Ignacio Soria (General Roca, 15 de diciembre de 1975) es un exbasquetbolista, abogado y político argentino. Fue intendente de General Roca entre 2011 y 2019. Desde el 10 de diciembre de 2019 al 27 de marzo de 2021 se desempeñó como diputado nacional representando a la provincia de Río Negro. Desde el 29 de marzo de 2021 al 10 de diciembre de 2023 ejerció el cargo de ministro de Justicia y Derechos Humanos de la Nación Argentina.
Como deportista, supo incursionar en el baloncesto siendo parte del primer equipo del Club Social y Deportivo General Roca que en 1993 obtuvo el ascenso a la Liga Nacional de Basquet y en el que incursionó desde sus fuerzas básicas, a los 16 años.

## Biografía
Martin Soria nació en 1975, siendo el primer hijo de los cuatro del matrimonio entre la nutricionista Susana Freydoz y el político Carlos Soria, secretario de inteligencia durante la presidencia de Eduardo Duhalde y gobernador de la provincia de Río Negro. Desde los 16 años integró el plantel de baloncesto del Club Social y Deportivo General Roca, siendo parte del equipo que obtuvo el Torneo Nacional de Ascenso 1992-93, ascendiendo a la Liga Nacional.
A su vez, decidió incursionar en la política, siendo electo como miembro del centro de estudiantes de su escuela secundaria, el Centro de Educación Media n°16.
En 1994 se trasladó a Buenos Aires, donde acompañó a su padre, entonces diputado nacional. Allí se recibió de abogado por la Universidad de Buenos Aires y empezó su militancia política como miembro de la Juventud Universitaria Peronista. Fue parte del juzgado federal de Comodoro Py del juez Juan José Galeano y relator en la vocalía de la Cámara Federal en General Roca a cargo del juez Arturo Pérez Petit.
En 2007 fue elegido legislador provincial por General Roca. En 2011 fue elegido intendente de la ciudad de General Roca, siendo reelegido en 2015. En 2019 fue candidato a gobernador de la provincia de Río Negro, perdiendo ante la oficialista Arabela Carreras. Posteriormente fue elegido diputado nacional por Río Negro, con mandato hasta 2023.
El 15 de marzo de 2021, el presidente Alberto Fernández anunció su designación como ministro de Justicia y Derechos Humanos de la Nación, sucediendo a Marcela Losardo, cargo que asumió tras su renuncia como diputado nacional el 29 de marzo.